# Formel 1-VM 1978
Formel 1-VM 1978 hade 16 deltävlingar som kördes under perioden 15 januari-8 oktober. Förarmästerskapet vanns av amerikanen Mario Andretti och konstruktörsmästerskapet av Lotus-Ford.

## Vinnare
- Förare:  Mario Andretti, USA, Lotus-Ford
- Konstruktör:  Lotus-Ford, Storbritannien

## Grand Prix 1978
| Grand Prix                 | Datum        | Bana           | Vinnande förare   | Vinnande tillverkare |   |
| -------------------------- | ------------ | -------------- | ----------------- | -------------------- | - |
| Argentinas Grand Prix      | 15 januari   | Buenos Aires   | Mario Andretti    | Lotus-Ford           | * |
| Brasiliens Grand Prix      | 29 januari   | Jacarepagua    | Carlos Reutemann  | Ferrari              | * |
| Sydafrikas Grand Prix      | 4 mars       | Kyalami        | Ronnie Peterson   | Lotus-Ford           | * |
| USA:s Grand Prix West      | 2 april      | Long Beach     | Carlos Reutemann  | Ferrari              | * |
| Monacos Grand Prix         | 7 maj        | Monte Carlo    | Patrick Depailler | Tyrrell-Ford         | * |
| Belgiens Grand Prix        | 21 maj       | Zolder         | Mario Andretti    | Lotus-Ford           | * |
| Spaniens Grand Prix        | 4 juni       | Jarama         | Mario Andretti    | Lotus-Ford           | * |
| Sveriges Grand Prix        | 17 juni      | Anderstorp     | Niki Lauda        | Brabham-Alfa Romeo   | * |
| Frankrikes Grand Prix      | 2 juli       | Paul Ricard    | Mario Andretti    | Lotus-Ford           | * |
| Storbritanniens Grand Prix | 16 juli      | Brands Hatch   | Carlos Reutemann  | Ferrari              | * |
| Tysklands Grand Prix       | 30 juli      | Hockenheimring | Mario Andretti    | Lotus-Ford           | * |
| Österrikes Grand Prix      | 13 augusti   | Österreichring | Ronnie Peterson   | Lotus-Ford           | * |
| Nederländernas Grand Prix  | 27 augusti   | Zandvoort      | Mario Andretti    | Lotus-Ford           | * |
| Italiens Grand Prix        | 10 september | Monza          | Niki Lauda        | Brabham-Alfa Romeo   | * |
| USA:s Grand Prix East      | 1 oktober    | Watkins Glen   | Carlos Reutemann  | Ferrari              | * |
| Kanadas Grand Prix         | 8 oktober    | Montréal       | Carlos Reutemann  | Ferrari              | * |

## Grand Prix utanför VM 1978
| Grand Prix /Race          | Datum   | Bana        | Vinnande förare | Vinnande tillverkare |
| ------------------------- | ------- | ----------- | --------------- | -------------------- |
| BRDC International Trophy | 19 mars | Silverstone | Keke Rosberg    | Theodore-Ford        |

## Stall, nummer och förare 1978
| Stall/Tillverkare                    | Nummer | Förare                             |
| ------------------------------------ | ------ | ---------------------------------- |
| Arrows-Ford                          | 35, 36 | Riccardo Patrese, Italien          |
| Arrows-Ford                          | 36     | Rolf Stommelen, Tyskland           |
| ATS-Ford                             | 9      | Jochen Mass, Tyskland              |
| ATS-Ford                             | 9, 10  | Michael Bleekemolen, Nederländerna |
| ATS-Ford                             | 10     | Jean-Pierre Jarier, Frankrike      |
| ATS-Ford                             | 10     | Alberto Colombo, Italien           |
| ATS-Ford                             | 10     | Keke Rosberg, Finland              |
| ATS-Ford                             | 10     | Hans Binder, Österrike             |
| ATS-Ford                             | 10     | Harald Ertl, Österrike             |
| Brabham-Alfa Romeo                   | 1      | Niki Lauda, Österrike              |
| Brabham-Alfa Romeo                   | 2      | John Watson, Storbritannien        |
| Brabham-Alfa Romeo                   | 66     | Nelson Piquet, Brasilien           |
| BS Fabrications (McLaren-Ford)       | 29     | Nelson Piquet, Brasilien           |
| BS Fabrications (McLaren-Ford)       | 30     | Brett Lunger, USA                  |
| Emilio de Villota (McLaren-Ford)     | 28     | Emilio de Villota, Spanien         |
| Ensign-Ford                          | 22     | Danny Ongais, USA                  |
| Ensign-Ford                          | 22     | Jacky Ickx, Belgien                |
| Ensign-Ford                          | 22     | Derek Daly, Irland                 |
| Ensign-Ford                          | 22     | Nelson Piquet, Brasilien           |
| Ensign-Ford                          | 22, 23 | Lamberto Leoni, Italien            |
| Ensign-Ford                          | 23     | Harald Ertl, Tyskland              |
| Ensign-Ford                          | 23     | Brett Lunger, USA                  |
| Ferrari                              | 11     | Carlos Reutemann, Argentina        |
| Ferrari                              | 12     | Gilles Villeneuve, Kanada          |
| Fittipaldi-Ford                      | 14     | Emerson Fittipaldi, Brasilien      |
| Hesketh-Ford                         | 24     | Divina Galica, Storbritannien      |
| Hesketh-Ford                         | 24     | Eddie Cheever, USA                 |
| Hesketh-Ford                         | 24     | Derek Daly, Irland                 |
| Interscope Racing (Shadow-Ford)      | 39     | Danny Ongais, USA                  |
| Ligier-Matra                         | 26     | Jacques Laffite, Frankrike         |
| Lotus-Ford                           | 5      | Mario Andretti, USA                |
| Lotus-Ford                           | 6      | Ronnie Peterson, Sverige           |
| Lotus-Ford                           | 55     | Jean-Pierre Jarier, Frankrike      |
| Mario Deliotti Racing (Ensign-Ford)  | 23     | Geoff Lees, Storbritannien         |
| Martini-Ford                         | 31     | René Arnoux, Frankrike             |
| McLaren-Ford                         | 7      | James Hunt, Storbritannien         |
| McLaren-Ford                         | 8      | Patrick Tambay, Frankrike          |
| McLaren-Ford                         | 33     | Bruno Giacomelli, Italien          |
| Melchester Racing (McLaren-Ford)     | 40     | Tony Trimmer, Storbritannien       |
| Merzario-Ford                        | 37     | Arturo Merzario, Italien           |
| Merzario-Ford                        | 38     | Alberto Colombo, Italien           |
| Patrick Nève (March-Ford)            | -      | Patrick Nève, Belgien              |
| Patrick Nève (March-Ford)            | -      | Bernard de Dryver, Belgien         |
| Rebaque (Lotus-Ford)                 | 25     | Hector Rebaque, Mexiko             |
| Renault                              | 15     | Jean-Pierre Jabouille, Frankrike   |
| Shadow-Ford                          | 16     | Hans-Joachim Stuck, Tyskland       |
| Shadow-Ford                          | 17     | Clay Regazzoni, Schweiz            |
| Surtees-Ford                         | 18     | Rupert Keegan, USA                 |
| Surtees-Ford                         | 18     | Carlo Franchi, Italien             |
| Surtees-Ford                         | 18     | René Arnoux, Frankrike             |
| Surtees-Ford                         | 19     | Vittorio Brambilla, Italien        |
| Surtees-Ford                         | 19     | Beppe Gabbiani, Italien            |
| Theodore (Theodore-Ford & Wolf-Ford) | 32     | Eddie Cheever, USA                 |
| Theodore (Theodore-Ford & Wolf-Ford) | 32     | Keke Rosberg, Finland              |
| Tyrrell-Ford                         | 3      | Didier Pironi, Frankrike           |
| Tyrrell-Ford                         | 4      | Patrick Depailler, Frankrike       |
| Williams-Ford                        | 27     | Alan Jones, Australien             |
| Wolf-Ford                            | 20     | Jody Scheckter, Sydafrika          |
| Wolf-Ford                            | 21     | Bobby Rahal, USA                   |

## Slutställning förare 1978
| Placering | Förare                | Konstruktör        | Poäng |
| --------- | --------------------- | ------------------ | ----- |
| 1         | Mario Andretti        | Lotus-Ford         | 64    |
| 2         | Ronnie Peterson       | Lotus-Ford         | 51    |
| 3         | Carlos Reutemann      | Ferrari            | 48    |
| 4         | Niki Lauda            | Brabham-Alfa Romeo | 44    |
| 5         | Patrick Depailler     | Tyrrell-Ford       | 34    |
| 6         | John Watson           | Brabham-Alfa Romeo | 25    |
| 7         | Jody Scheckter        | Wolf-Ford          | 24    |
| 8         | Jacques Laffite       | Ligier-Matra       | 19    |
| 9         | Emerson Fittipaldi    | Fittipaldi-Ford    | 17    |
| 10        | Gilles Villeneuve     | Ferrari            | 17    |
| 11        | Riccardo Patrese      | Arrows-Ford        | 11    |
| 12        | Alan Jones            | Williams-Ford      | 11    |
| 13        | James Hunt            | McLaren-Ford       | 8     |
| 14        | Patrick Tambay        | McLaren-Ford       | 8     |
| 15        | Didier Pironi         | Tyrrell-Ford       | 7     |
| 16        | Clay Regazzoni        | Shadow-Ford        | 4     |
| 17        | Jean-Pierre Jabouille | Renault            | 3     |
| 18        | Hans-Joachim Stuck    | Shadow-Ford        | 2     |
| 19        | Vittorio Brambilla    | Surtees-Ford       | 1     |
| 20        | Derek Daly            | Ensign-Ford        | 1     |
| 21        | Hector Rebaque        | Lotus-Ford         | 1     |

## Slutställning konstruktörer 1978
| Placering | Konstruktör        | Poäng |
| --------- | ------------------ | ----- |
| 1         | Lotus-Ford         | 116   |
| 2         | Brabham-Alfa Romeo | 69    |
| 3         | Ferrari            | 65    |
| 4         | Tyrrell-Ford       | 38    |
| 5         | Wolf-Ford          | 24    |
| 6         | Ligier-Matra       | 19    |
| 7         | Fittipaldi-Ford    | 17    |
| 8         | McLaren-Ford       | 16    |
| 9         | Arrows-Ford        | 11    |
| =         | Williams-Ford      | 11    |
| 11        | Shadow-Ford        | 6     |
| 12        | Renault            | 3     |
| 13        | Surtees-Ford       | 1     |
| =         | Ensign-Ford        | 1     |
| 15        | Martini-Ford       | 0     |
| =         | Hesketh-Ford       | 0     |
| =         | ATS-Ford           | 0     |
| =         | Theodore-Ford      | 0     |
| =         | Merzario-Ford      | 0     |